# Сурский, Дмитрий Олегович
Дми́трий Оле́гович Су́рский (бел. Дзмітры Алегавіч Сурскі; род. 8 октября 1959, Минск, Белоруссия) — белорусский художник, дизайнер, председатель общественного объединения Белорусский союз дизайнеров.
Направления работы: плакат, индустриальный дизайн, графический дизайн, педагогическая деятельность,, оформление книг, реклама.
Окончил в 1982 году отделение дизайна БГТХИ — Белорусского государственного театрально-художественного института в Минске (теперь Белорусская государственная академия искусств).

## Биография
Дмитрий Олегович Сурский родился в г. Минске в СССР. С 1972 по 1977 гг. занимался в изостудии Василия Сумарева. В 1977-82 учился в Белорусской государственной академии искусств на отделении дизайна.
Работал художником-конструктором Всесоюзного научно-исследовательского института технической эстетики (1982—1988), заведующим сектора института «Белбыттехпроект» (1988—1989).
С 1992 работал художником на Минском художественно-производственном комбинате.
С 1982 сотрудничал с издательствами «Беларусь»,«Полымя».
Член совета по присуждению премий Совета Министров Республики Беларусь в области дизайна. Член Совета Белорусской Конфедерации творческих союзов и культурных фондов. С 2000 член Совета по присуждению Государственных премий Республики Беларусь в области литературы, искусства, архитектуры.
Имеет 12 свидетельств на изобретения и промобразцы. Коллекционер.
В 2011 году Сурский заявил о разрушенной системе дизайна в Белоруссии.

## Участие в выставках
- Всесоюзная выставка дипломных работ, Тбилиси, 1983 г.
- I всесоюзный конкурс рекламного плаката, Москва, 1985 г.
- Республиканская выставка «Мир планете Земля», 1985 г.
- Республиканская выставка белорусского печатного плаката, Минск, 1986 г.
- Республиканская выставка, посвящённая XXVII съезду КПСС.
- Республиканская молодёжная выставка, Минск, 1987 г.
- Всесоюзная выставка плаката, Пенза, 1987.
- I Всесоюзный конкурс печатного плаката, г. Москва, 1986 г.
- Межреспубликанский конкурс политического плаката «Качество, экономия, организованность», Минск, Вильнюс, Москва, 1986 г.
- VI Республиканская выставка плаката, Минск, 1988 г.
- Республиканская молодёжная выставка, Минск, 1988 г.
- Всесоюзная выставка «Плакат: перестройка, гласность, демократизация», Москва, 1989 г.
- Межреспубликанский конкурс политических плакатов «Человек творец перестройки», Киев, 1989 г.
- Всесоюзная выставка зрелищного плаката, Москва, 1990 г.
- XIV Биенале прикладной графики в Брно, 1990 г.
- Триенале плаката в Таяма, 1991 г.
- Биенале плаката в Лахти, 1991 г.
- Выставка плаката в Лондоне «Private Pursuits & Public Problems», 1993 г.
- Выставка плаката в Нью-Йорке «Revolutionary Posters from Central and Eastern Europe», 1993 r.
- Выставка плаката в Москве, 1994 г.
- Выставка «Белорусский печатный плакат», Минск, 1999 г.
- Дизайн-биржа Минск, 2003—2005
- Выставка плаката в Белграде, 2005 г.
- Выставка плаката в Брюсселе, Берлине, Болонье 2009 г.
- Выставка в рамках Недели дизайна в Литве 2010 г.
- Выставка в Бонне, г. Морж (Швейцария), польско-белорусский фестиваль графического дизайна «Дизайн_Диалога» (Минск-Торунь) 2011 г.
- Выставка «Постулат», Минск, 2012[5];
- Выставка «A posteriori: от объекта к плакату, или Фото без шопа», 2013 (Минск). Куратор и участник;
- Выставка проекта «Постулат» на неделе дизайна г. Вильнюс. Куратор и участник выставки (2013);
- Выставка дизайна «Wawa design» г. Варшава (2013);
- Международный пленер «Стопки» между Востоком и Западом д. Мельник (Польша). (2013)
- Выставка в Смоленске, 2013[6];
- Выставка плаката "Jazz. Blues. Rock. Fusion", Минск, 2014[7];
- Фестиваль "Этно-стиль", председатель жюри, Минск, 2016[8]
- Выставка «Design a Sztuka» (Гданьск, 2015)
- Фестиваль «АртРэшткі» (Минск, 2015).

## Основные работы
- Дизайн и составление каталога «Знак. Логотип»[9], справочника «Кто есть кто. Дизайн внутри и снаружи»[10], издания «РROдизайн».
- «Автомобиль для молодёжи» — 1982 г.[11],
- Ассортимент ножниц — 1986 г.,
- Автономный санитарно-гигиенический комплекс — 1987 г.,

Фирменные стили союза:
- Предпринимателей и арендаторов Беларуси — 1988 г.,
- Спортивного центра «Волат» — 1990 г.,
- Белорусского гуманитарно-образовательного центра — 1991 г.,
- Фонда поддержки парламентаризма — 1997 г.,
- Белорусского Фонда социальной защиты населения — 1997 г.,
- Дворца Республики — 1999 г.;

Плакаты:
- «Эканомія у быце» — 1985.
- «Хлеб усяму галава» — 1987.
- «Кадры решают все» — 1989.
- «Дело №» — 1989.
- «Стань трэндом!» — 2006.
- «Працуй з імпэтам!» — 2007.
- «Купляйце беларускае» —2011.

Рекламные плакаты:
- «Керамин — король керамики» — 1999 г.,
- «Советское шампанское — высокие технологии» — 1995 г.;

Издательская деятельность:
- Справочник «Белорусский союз дизайнеров» (1999)
- Альманах «PROДизайн»[12], — 18 номеров (2002-2007 гг.)
- Каталог «Знак-логотип»[13] (2000, 2009)
- Справочник «Кто есть кто. Дизайн внутри и снаружи»[10] (2009)
- Книга «Тутэйшы дызайн. Асобы. Рэчы» (2016)

Организация выставок:
- Выставка «Беларускі друкаваны плакат», Минск, 1999 г.
- Дизайн-биржа, Минск, 2003—2005
- Польско-белорусский фестиваль графического дизайна «Дизайн Диалога» (Минск-Торунь) 2011 г.
- Выставка швейных машин «Неоконченная пьеса для механического шила», Минск, 2010 г.[14]
- Выставка в рамках Недели дизайна в Литве, 2010 г.
- Выставка «A POSTERiori: От объекта к плакату», Минск, 2013 г.[15]
- Выставка «Кульман. Ватман. Рейсфедер», Минск, 2013 г.[16]
- Выставка «Back in BSSR/Назад в БССР», Минск, 2014 г.[17]
- Выставка «Ліхтарт», Минск, 2014, 2015, 2017 гг.[18]
- Выставка «Постулат», Минск, 2012, 2014, 2016, 2018 гг.[5]